# Équipe de Belgique féminine de rugby à XV
L'équipe de Belgique féminine de rugby à XV est l'équipe qui représente la Belgique dans les principales compétitions internationales de rugby à XV.
Elle est classée à la 21e place du classement World Rugby au 10 septembre 2017.

## Histoire
L'équipe de Belgique joue son premier match international officiel de rugby à XV féminin le 29 octobre[réf. nécessaire] 1986, à Bruxelles, face à la Suède. Elle est alors la 6e nation à créer une équipe nationale après la France, les Pays-Bas, la Suède, l'Italie et la Grande-Bretagne.
En 2001, l'équipe de Belgique intègre pour la première fois le Trophée européen féminin, organisé depuis 1995 par la FIRA.
En 2007 et 2014, elle termine à la deuxième place et, en 2015, elle remporte le Trophée européen féminin, disputé en Suisse, grâce à sa victoire sur le pays organisateur.
En 2025, elle remporte la divison Trophy du Championnat d'Europe en battant la Finlande à Waterloo.